# Ye Qiaobo
Ye Qiaobo, född den 3 augusti 1964 i Changchun, Kina, är en kinesisk skridskoåkare.
Hon tog OS-silver på damernas 1 000 meter och OS-silver även på den dubbla distansen i samband med de olympiska skridskotävlingarna 1992 i Albertville.
Hon tog OS-brons på damernas 1 000 meter i samband med de olympiska skridskotävlingarna 1994 i Lillehammer.